# Naser Josrow
Abu Mu‘in Hamīd ad-Din Nāsir ibn Jusraw al-Qubādiāni o Nāsir Jusraw Qubādiyānī [normalmente escrito Khusraw en las fuentes de lengua inglesa, Khosraw en las francesas, Khosrow en las italianas y Chusrau en las alemanas] (1004 - 1088 d. C. (en persa, ناصر خسرو), fue un teólogo, poeta, viajero y filósofo ismaelí de lengua persa. Nació y murió en tierras de lo que es hoy Afganistán, y por aquel entonces Jorasán.
Se lo considera como uno de los grandes poetas y prosistas de la literatura persa, y es hasta hoy en día muy venerado por el chiismo ismaelí. 

## Vida
Naser Jusraw nació en Qubadián, pueblo cercano a Balj (actual Tayikistán), en una familia adinerada. Durante la primera mitad de su existencia, llevó una vida típica de cortesano. En su juventud, aprendió el Corán y su exégesis, las ciencias naturales, la medicina, matemáticas, astronomía y astrología, filosofía griega, retórica, así como el pensamiento de al-Kindi, al-Farabi y Avicena. Desempeñó labores de letrado en la corte de los sultanes de Gazna Mahmud y Mas‘ud, y después en la corte selyuquí de Merv, capital del emirato de Jorasán conquistada en 1037 por esta nueva dinastía. 
Por estas fechas sufrió una crisis espiritual y abandonó los lujos de la vida de la corte para encaminarse hacia La Meca. Viajó siete años, cumpliendo con el ritual del peregrinaje en cuatro ocasiones y visitando además la mayor parte de los países de Oriente Medio, especialmente Egipto. La obra más célebre de Naser Jusraw es su libro de viajes ("Safarnâma"), obra maestra de la prosa persa y utilísima fuente para la investigación sobre el mundo islámico en el siglo XI. 
A mediados del siglo XI, el poder fatimí estaba en su apogeo; dominaba Siria, el Hiyaz, la mayor parte del norte de África y Sicilia, y Egipto brillaba por el orden, la seguridad y la prosperidad reinantes. En El Cairo, Naser Jusraw fue impresionado por el califa fatimí al-Mustansir, líder espiritual y político en guerra con el Califato Abbasí de Bagdad y el sultán selyuquí Tugril Beg, campeón del sunnismo. Se entregó al estudio de las ideas chiíes ismaelíes bajo la dirección del predicador Mu'ayyad fid-Din al-Shirazi, persa como él. El califa al-Mustansir le encargó la difusión de su doctrina en Jorasán, con el título de "hoyyat". 
En 1052, Naser Jusraw regresó a Jorasán para cumplir su misión, pero chocó con gran hostilidad de los sunníes y se vio obligado a huir hasta refugiarse en Yamgán, en las montañas de Badajshán, hacia 1060. Allí vivió como un ermitaño las últimas décadas de su vida y compuso la mayor parte de sus obras.

## Obras
Su obra más celebrada es su Libro de Viajes ("Safarnâma"), en el que narra su paso por decenas de ciudades entre 1046 y 1052, que describe con detalle: población, príncipes, sabios, gente común, madrasas, caravasares, mezquitas y anécdotas.
Los poemas recogidos en su "diván" fueron en su mayoría compuestos durante su exilio en Yamgán. Giran en torno a varios ejes: 1) descripción de la naturaleza (de las esferas celestes, sobre todo); 2) lamento por la estulticia reinante; 3) apología pro ismaelí; 4) cantos al intelecto y el saber; 5) consejos moralizantes. Son muy frecuentes las alusiones a la vanidad del mundo y las llamadas a volverse hacia Dios. 
Naser Jusraw compuso además dos tratados en verso (Rawšânâinâma y Sa'âdatnâma) y varios tratados en prosa: el muy importante Ŷâme‘ al-Hekmateyn o "Unión de las dos sabidurías", en que trata de hacer concordar la filosofía griega y la religión dos siglos antes de Tomás de Aquino; y otros como Jwân al-ajwân, Zâd al-mosâferin, Gošâyeš va rahâyeš, Wajh-e din.

## Otras referencias
- Alice C. Hunsberger (2003). Nasir Khusraw, the Ruby of Badakhshan: A Portrait of the Persian Poet, Traveller and Philosopher. I. B. Tauris.

- Annemarie Schimmel (2001). Make A Shield From Wisdom: Selected Verses from Nasir-i Khusraw's Divan. I. B. Tauris.